# Calligra Suite
Calligra (dawniej KOffice) – zestaw aplikacji biurowych rozwijanych przez społeczność KDE, dostępnym na zasadach Mniejszej Ogólnej Licencji Powszechnej GNU.
Pakiet składa się ze zintegrowanych ze sobą elementów spełniających różne funkcje. Ze względu na względnie nieduży rozmiar pakietu poszczególne programy stosunkowo szybko się uruchamiają i nie zajmują dużo pamięci, co z kolei przekłada się na mniejsze wymagania sprzętowe i możliwość pracy na starszych komputerach.
Pod koniec 2010 roku programiści KOffice utworzyli na bazie najnowszej wersji KOffice nowy projekt nazwany Calligra, który w kwietniu 2012 zastąpił starą wersję.

## Programy
Calligra Suite zawiera następujące programy:
|  | Words – procesor tekstu, następca KWord. Odpowiednik Microsoft Word, LibreOffice Writer, OpenOffice Writer.                                                                |
|  | Sheets – arkusz kalkulacyjny, następca KSpread. Odpowiednik Microsoft Excel, LibreOffice Calc, OpenOffice Calc, Gnumeric.                                                  |
|  | Stage – aplikacja do tworzenia prezentacji, następca KPresenter. Odpowiednik Microsoft PowerPoint, LibreOffice Impress, OpenOffice Impress.                                |
|  | Author – aplikacja do tworzenia książek elektronicznych. |
|  | Krita – program do obróbki grafiki rastrowej, konkurent programu GIMP i Adobe Photoshop.                                                                                   |
|  | Karbon – aplikacja do tworzenia grafiki wektorowej, konkurent programów Inkscape, CorelDRAW i Adobe Illustrator.                                                           |
|  | Flow – aplikacja do tworzenia wykresów, schematów blokowych lub organizacyjnych, następca Kivio. Odpowiednik Microsoft Visio.                                              |
|  | Kexi – aplikacja do wizualnego tworzenia aplikacji bazodanowych, o podobnym przeznaczeniu do programów Microsoft Access, FileMaker, LibreOffice Base, OpenOffice.org Base. |
|  | Plan – aplikacja do zarządzania projektami, dzięki którym można rozplanować zadania w różnych projektach, następca KPlato.                                                 |
|  | Braindump – aplikacja do tworzenia notatek i map myśli. |

Poszczególne programy znajdują się w różnych fazach rozwoju, od wczesnej bety do dojrzałych projektów. Pakiet obsługuje standard dokumentów OpenDocument.